# Spiros Efthimiadis
Spiros Efthimiadis ist ein deutsch-griechischer Heavy-Metal- und Alternative-Rock-Gitarrist.

## Karriere
Von 1993 bis 1999 spielte er bei Rage und dort fünf Studioalben ein, darunter die Top-100-Alben Black in Mind (1995, Platz 83), End of All Days (1996, Platz 75) und XIII (1998, Platz 21) sowie Lingua Mortis (1996), eine Zusammenarbeit mit dem Prager Sinfonieorchester. Während der Arbeiten am 1999er Album Ghosts stieg er gemeinsam mit seinem Bruder Christos, dem anderen Gitarristen Sven Fischer sowie dem zu diesem Zeitpunkt als inoffizielles Bandmitglied geltenden Arrangeur und Keyboarder Christian Wolff bei Rage aus, um die Alternative-Rock-Band Sub7even zu gründen. Als Sänger kam Daniel Wirtz an Bord.
Efthimiadis' neue Gruppe unterzeichnete noch im selben Jahr einen Vertrag beim Plattenlabel BMG und veröffentlichte im Jahr 2000 das Album Sub7even und die dazugehörige Single Weatherman, die Platz 38 in den Media-Control-Charts erreichte. Das zweite Album Free Your Mind aus dem Jahr 2002 erreichte mit Platz 50 ebenfalls einen Rang in den Charts. Während Fischer und Wolff 2003 die Band verließen, blieb Efthimiadis weiter dabei. In der Frühphase der Band äußerte er in einem Interview, dass er bei Sub7even das „banddienliche Spiel wesentlich angenehmer“ finde als „diese ewige Leistungsschau im Metal“.

## Diskografie

### Mit Rage
- 1994:  10 Years In Rage (The Anniversary Album)
- 1995: Black in Mind
- 1996: End of All Days
- 1996: Lingua Mortis
- 1998: XIII